# Byť zvána jinak
Byť zvána jinak (v anglickém originále By Any Other Name) je 22. díl druhé řady seriálu Star Trek. Premiéra epizody v USA proběhla 23. února 1968, v České republice 21. února 2003.

## Příběh
Hvězdného data 4657.5 hvězdná loď USS Enterprise NCC-1701 pod vedením kapitána Jamese Tiberius Kirka přilétá na planetu, odkud byl zachycen nouzový signál. Zde se výsadek setkává se zástupci Kelvanské říše, kteří výsadek paralyzují zvláštním zařízením na opasku. Představený útočníků se představuje jako Rojan. Vysvětluje Kirkovi a ostatním, že pocházejí ze sousední galaxie Andromeda a jejich úkolem je najít vhodné místo pro život, protože Andromeda bude za několik tisíc let neobyvatelná. Kelvané jsou očividně mnohem vyspělejší a začnou postupně obsazovat Enterprise. Z rozhovoru mezi Kelvany je patrné, že lidská těla jsou pouze přestupné schránky, které jim dávají také nová zjištění vlastností jako je hmat, čich nebo emoce.
Kelinda, Rojanova pobočnice, dodává, že jejich výprava je vícegenerační a oni sami se narodili ve vesmíru, kde také zemřou a zprávy o možnosti zabrání této galaxie předají jejich potomci. Potřebují Enterprise, protože jejich loď byla poničena energetickou bariérou na okraji galaxie. Kirk namítá, že mezigalaktická cesta bude trvat tisíce let, ale Rojan mu odvětí, že samozřejmě motory upraví, aby cesta trvala pouhých 300 let. Při pokusu o útěk jsou Kirk, Spock, McCoy chyceni, a aby Rojan prezentoval svou sílu, ukáže kterak může kohokoliv nechat proměnit na malý suchý blok. Promění tak další dva členy výsadku a jeden rozmačká. Z druhého následně přetvoří zpět lidskou bytost.
Loď přilétá na okraj Galaxie a daří se jí projít skrze bariéru. Rojan následně oznámí Kirkovi, že posádku již nebude potřebovat a hodlá všechny nechat terminovat. Celá posádka se proměňuje v bloky a Kelvanové si ponechávají pouze kapitána Kirka, vědeckého důstojníka Spocka, doktora McCoye a šéfinženýra Scotta. U jednoho Kelvana pozorují, že jejich lidské schránky jim také poskytují nové možnosti požitků. Zbývající posádka Enterprise se tedy rozdělí na jednotlivé kelvany. Scotty jednoho opíjí, Kirk svádí Kelindu apod. Postupně se jim daří u Kelvanů vyvolat opilost, nejistotu nebo také žárlivost. Kelvanové se začínají hádat mezi sebou a jsou podráždění.
Vše vyvrcholí, když Rojan napadne Kirka ze žárlivosti. Kirk mu během souboje říká, že bude nadále získávat další a další emoce a až loď dorazí do cíle, její posádka bude už plně lidská. Znovu na něj tlačí, aby přednesl svůj požadavek Federaci, která by jim mohla nějakou planetu přidělit. Rojan nakonec souhlasí s návrhem, že do jejich galaxie bude odeslána automatická loď se zprávou a předává velení zpět Kirkovi.